# 브람스를 좋아하세요?
《브람스를 좋아하세요?》는 2020년 8월 31일부터 2020년 10월 20일까지 UHD로 방송된 SBS 월화 드라마이다.

## 기획 의도
스물아홉 경계에 선 클래식 음악 학도들의 아슬아슬 흔들리는 꿈과 사랑, 우정을 그린 클래식 멜로 드라마

## 등장인물
- (†) 표시는 드라마 상에서 최종적으로 사망한 인물이다.

### 주요 인물
- 박은빈 : 채송아 역 - 바이올리니스트. 송희의 여동생.
- 김민재 : 박준영 역 (아역 : 박상훈) - 유명 피아니스트.
- 김성철 : 한현호 역 - 첼리스트. 정경의 약혼남.
- 박지현 : 이정경 역 (아역 : 신수연) - 바이올리니스트. 현호의 약혼녀.
- 이유진 : 윤동윤 역 - 송아의 친구이자 바이올린 선생님. 바이올린 조율사.
- 배다빈 : 강민성 역 - 송아의 베스트 프렌드. 서령대에서 화학과 박사 과정 중.

### 경후 문화재단 사람들
- 예수정 : 나문숙 역 - 경후그룹 명예회장이자 재단의 이사장. 정경의 외할머니, 성근의 장모.
- 김종태 : 이성근 역 - 경후그룹 회장이자 정경의 아버지, 문숙의 사위.
- 양조아 : 임유진 역 - 재단 내 유일한 음대 졸업자. 경후 아트홀 기획공연 담당.
- 서정연 : 차영인 역 - 재단 설립 때 입사한 실무진 중 최고참으로 공연기획팀 팀장. 피겨스케이팅 선수 출신.
- 최대훈 : 박성재 역 - 경후카드 VIP마케팅팀에 있다가 재단으로 지원해 넘어온 인물. 해외 커뮤니케이션 담당.
- 안상은 : 정다운 역 - 해나의 사수, 홍보 마케팅 담당.
- 이지원 : 김해나 역 - 송아의 과 동기, 바이올린 전공.

### 서령대 사람들
- 길해연 : 송정희 역 - 서령대 바이올린 교수.
- 백지원 : 이수경 역 - 서령대 바이올린 교수. 음악대학 학장. 송아와 해나의 지도 교수.
- 주석태 : 유태진 역 - 서령대 음대 기악과 피아노 전공 교수.

### 그 외 인물
- 김학선 : 송아와 송희의 아버지 역
- 김선화 : 송아와 송희의 어머니 역
- 이노아 : 채송희 역 - 송아의 언니. 변호사.
- 김정영 : 준영의 어머니 역
- 고소현 : 양지원 역 - 바이올린 영재. 재능은 뛰어나지만 무서운 엄마 때문에 중요한 무대에서 실수가 잦다.
- 김국희 : 지원의 어머니 역
- 김가영 : 한국예술중학교 교사 역 - 준영의 중학교 시절 담임
- 이강욱 : 주 대리 역 - 경후카드 VIP마케팅팀
- 홍서준 : 수안의 아버지 역 - 변호사
- 김영선 : 수안의 어머니 역
- 최희진 : 월간 'PIANO' 기자 역
- 한혜지 : 서령대 음대 조교 역
- 신의정 : 세실리아 역 - 송아의 졸업연주회 반주를 맡았지만, 송아의 연주를 맘에 들어하지 않는다.

### 특별출연
- 조승연 : 한남구 역 - 서령대 음악대학 개교 60주년 기념 특별 연주회의 지휘자
- 윤찬영 : 승지민 역 - 천재 피아니스트
- 박시은 : 조수안 역 - 천재 바이올리니스트
- 연제형 : 승우 역 - 해나의 남자친구. 첼리스트.
- 우희진 : 정경선 역 † - 정경의 어머니, 문숙의 딸, 성근의 아내
- 김미경 : 지휘자 역

## 수상 경력
- 2020년 SBS 연기대상 판타지 로맨스부문 여자 최우수연기상 박은빈
- 2020년 SBS 연기대상 판타지 로맨스부문 남자 우수연기상 김민재
- 2020년 SBS 연기대상 베스트 커플상 김민재, 박은빈

## 촬영지
- 아트센터 인천
- 푸르지오 아트홀
- 대하식당
- 콘코디언빌딩
- 어반아이트

## 시청률
최저 시청률과 최고 시청률은 시청률 조사회사와 지역별로 시청률에 차이가 있을 수 있습니다.
| 2020년      | 2020년      | 2020년                                               | 2020년         | 2020년         | 2020년       | 2020년 |
| 회차        | 방송일      | 부제 (서브 타이틀)                                   | TNmS 시청률    | AGB 시청률     | AGB 시청률   |        |
| 회차        | 방송일      | 부제 (서브 타이틀)                                   | 대한민국(전국) | 대한민국(전국) | 서울(수도권) |        |
| ----------- | ----------- | ---------------------------------------------------- | -------------- | -------------- | ------------ | ------ |
| 제1회       | 8월 31일    | 트로이메라이: 꿈 Traumerei                           | 4.8%           | 4.2%           | -            |        |
| 제1회       | 8월 31일    | 트로이메라이: 꿈 Traumerei                           | 5.1%           | 5.3%           | 6.2%         |        |
| 제2회       | 9월 1일     | 포코 아 포코: 서서히, 조금씩 poco a poco             | -              | 3.8%           | -            |        |
| 제2회       | 9월 1일     | 포코 아 포코: 서서히, 조금씩 poco a poco             | -              | 5.0%           | 5.7%         |        |
| 제3회       | 9월 7일     | 이니히: 진심으로 innig                               | -              | 4.5%           | -            |        |
| 제3회       | 9월 7일     | 이니히: 진심으로 innig                               | -              | 5.6%           | 6.5%         |        |
| 제4회       | 9월 8일     | 논 트로포: 지나치지 않게 non troppo                  | -              | 4.3%           | -            |        |
| 제4회       | 9월 8일     | 논 트로포: 지나치지 않게 non troppo                  | -              | 5.3%           | 6.4%         |        |
| 제5회       | 9월 14일    | 아첼레란도: 점점 빠르게 accelerando                  | -              | 4.5%           | 5.1%         |        |
| 제5회       | 9월 14일    | 아첼레란도: 점점 빠르게 accelerando                  | 5.3%           | 5.8%           | 6.8%         |        |
| 제6회       | 9월 15일    | 라프레난도: 속도를 억제하면서 raffrenando            | -              | 4.5%           | 5.3%         |        |
| 제6회       | 9월 15일    | 라프레난도: 속도를 억제하면서 raffrenando            | 5.3%           | 5.6%           | 6.3%         |        |
| 제7회       | 9월 21일    | 인키에토: 불안하게, 안정감 없이 inquieto             | -              | 4.4%           | -            |        |
| 제7회       | 9월 21일    | 인키에토: 불안하게, 안정감 없이 inquieto             | -              | 5.8%           | 6.5%         |        |
| 제8회       | 9월 22일    | 콘 페르메차: 확실하게, 분명하게 con fermezza         | -              | 4.4%           | -            |        |
| 제8회       | 9월 22일    | 콘 페르메차: 확실하게, 분명하게 con fermezza         | -              | 6.3%           | 7.1%         |        |
| 제9회       | 9월 28일    | 돌체: 달콤하게 dolce                                 | -              | 3.6%           | -            |        |
| 제9회       | 9월 28일    | 돌체: 달콤하게 dolce                                 | -              | 5.5%           | 6.1%         |        |
| 제10회      | 9월 29일    | 소토 보체: 속삭이는 목소리로 sotto voce              | -              | 3.6%           | -            |        |
| 제10회      | 9월 29일    | 소토 보체: 속삭이는 목소리로 sotto voce              | -              | 5.5%           | 5.9%         |        |
| 제11회      | 10월 5일    | 페르마타 : 늘임표 fermata                            | -              | 3.9%           | -            |        |
| 제11회      | 10월 5일    | 페르마타 : 늘임표 fermata                            | -              | 5.2%           | 5.9%         |        |
| 제12회      | 10월 6일    | 다 카포 : 처음으로 되돌아가서 da capo                | -              | 4.1%           | -            |        |
| 제12회      | 10월 6일    | 다 카포 : 처음으로 되돌아가서 da capo                | -              | 5.4%           | 6.2%         |        |
| 제13회      | 10월 12일   | 아르페지오: 펼침화음 arpeggio                        | %              | 4.6%           | 6.9%         |        |
| 제13회      | 10월 12일   | 아르페지오: 펼침화음 arpeggio                        | %              | 6.0%           | %            |        |
| 제14회      | 10월 13일   | 아 템포: 본래의 속도로 돌아가서 a tempo              | %              | 4.3%           | 6.2%         |        |
| 제14회      | 10월 13일   | 아 템포: 본래의 속도로 돌아가서 a tempo              | %              | 5.7%           | %            |        |
| 제15회      | 10월 19일   | 게네랄 파우제 : 돌연히 멈추고 모든 성부가 쉴 것 g.p. | %              | 3.9%           | 6.3%         |        |
| 제15회      | 10월 19일   | 게네랄 파우제 : 돌연히 멈추고 모든 성부가 쉴 것 g.p. | %              | 5.6%           | %            |        |
| 제16회      | 10월 20일   | 크레센도 : 점점 크게 (최종회) cresando               | %              | 4.6%           | 6.9%         |        |
| 제16회      | 10월 20일   | 크레센도 : 점점 크게 (최종회) cresando               | %              | 6.0%           | %            |        |
| 평균 시청률 | 평균 시청률 | 평균 시청률                                          | %              | %              | %            |        |

## 사운드트랙
다음은 오리지널 사운드트랙(OST) 싱글 앨범에 포함된 곡들이며, 정렬기준은 출시 순입니다.
- Part.1 펀치(Punch) - Close To Me (2020.09.01 발매)
- Part.2 god - 지금 만나러 갈게 (2020.09.07 발매)
- Part.3 첸(CHEN) - 너의 달빛 (2020.09.08 발매)
- Part.4 펀치(Punch) - 널 사랑했던 한 사람 (2020.09.14 발매)
- Part.5 태연 - 내일은 고백할게 (2020.09.15 발매)
- Part.6 김나영 - 그리워하면 그댈 만날까봐 (2020.09.21 발매)
- Part.7 조유리 - My Love (2020.09.22 발매)
- Part.8 헤이즈(Heize)&펀치(Punch) - 밤하늘의 저 별처럼 (2020.09.27 발매)
- Part.9 케이윌 - 아름다운 한 사람 (2020.09.28 발매)
- Part.10 거미 - 노래해요 그대 듣도록 (2020.09.29 발매)
- Part.11 백현 - happy (2020.10.06 발매)

## 참고 사항
- 본 드라마는, 클래식 음악을 소재로 하는 뮤지컬 멜로 드라마로 극화하여, 제목으로 사용된 '브람스를 좋아하세요?'는 프랑스의 소설가 프랑수아즈 사강의 동명 소설에서 빌려온 드라마 타이틀이므로, 원작 소설 내용과는 전혀 관련이 없다.
- 프로그램 기획서에 기재된 '브람스를 좋아하세요?'의 기획 의도는 다음과 같다.

 살다보면 마음 속에 하나 둘씩 방이 생겨난다.
방 하나에 추억과
방 하나에 사랑과
방 하나에 미련과
방 하나에 눈물이있다. 
그러나 하나하나의 방에 가득한 그 마음들을
마주하고 견뎌낼 자신이 없어서
마구마구 욱여넣고 
방문을 닫아버리면
언젠가는 툭, 하고 터지듯 열려버리는 날이 오고야 만다. 
그리하여 이것은,
내 마음 속 방에 
미련과 애증과 연민과 눈물의 마음들을 차곡차곡 잘 담아서,
그 동안 고마웠어, 잘 지내, 하고 속삭여주고,
문을 잘 닫아주는 이야기. 
다시 말해 이것은, 
지난 날의 사랑과 지난 날의 사람에게
안녕을 고하는 이야기고, 
그렇게 천천히 정을 떼고 
내일을 향해
씩씩하게 걸어나가는 이야기기도 하며, 
지금은 애달파하며 아파할지라도 
언젠가 문득 생각이 나면, 
그 때는 용기내어 다시 열어 들여다보고 
웃으며 추억할 수 있을, 그리고 또다시 잘 넣어놓을 수 있을, 
그러나 나도 모르게 눈물이 조금 날지도 모르는
그런 이야기다.

- 지난 2011년 상반기에 KBS 2TV에서 방송된 월화드라마 '드림하이'가 아이돌 스타를 꿈꾸는 청소년들의 대중 문화를 연출한 기존 상업적 트렌디 드라마와는 달리, 뮤지컬 드라마 특유의 클래식한 이미지와, 신선한 감동과 웃음을 제대로 잘 조화시킨 점이 가장 큰 성공 요인으로 분석된다.
- 본방송 시점이 당초 2020년 6월 22일부터 '굿캐스팅'의 차기작으로 방송될 예정이었지만,[3] 코로나19 확산으로 인한 사회적 시국을 고려하여, 두 달 간격을 맞춰서, 2020년 8월 31일부터 방송을 개시하였다.
- KBS 2TV 월화드라마의 방송 시간대가 밤 9시 30분에 방송되자 동시간대 경쟁을 피하기 위하여 밤 10시로 방송 시간이 다시 환원되었다.

## 같이 보기
- 대한민국의 텔레비전 드라마 목록 (ㅂ)
- 2020년 대한민국의 텔레비전 드라마 목록